# Pterozonium spectabile
Pterozonium spectabile är en kantbräkenväxtart som beskrevs av William Ralph Maxon, Amp; A. C. Sm. och Albert Charles Smith. Pterozonium spectabile ingår i släktet Pterozonium och familjen Pteridaceae. Inga underarter finns listade.